# Templo de Raleigh
El Templo de Raleigh es uno de los templos construidos y operados por la Iglesia de Jesucristo de los Santos de los Últimos Días, el número 68 construido por la iglesia y el único templo construido en el estado de Carolina del Norte. El templo se encuentra ubicado en la comunidad de Apex, a unos 15 km al norte de la zona metropolitana de Raleigh.

## Construcción
Los planes para la construcción del templo en Raleigh se anunciaron el 3 de septiembre de 1998. El templo de Raleigh fue el templo número 12 construido con especificaciones de menores proporciones con el fin de completar la meta del entonces presidente de la iglesia Gordon B. Hinckley de tener construidos 100 templos alrededor del mundo para fines del año 2000. Tras el anuncio público la iglesia decidió construir el nuevo templo en el terreno de uno de los centros de estaca que la iglesia ya poseía y la ceremonia de la primera palada tuvo lugar el 26 de septiembre de ese mismo año. El templo se construyó con mármol blanco tipo Dandy Imperial proveniente del estado de Vermont, sobre un terreno de 5 hectáreas. El edificio fue completado en diez meses, a un costo de aproximadamente US$ 5 millones.
La arquitectura del templo es similar a la de otros templos construidos bajo dirección de Gordon B. Hinckley en sus esfuerzos de llevar templos SUD a todo el mundo. 

### Remodelación
En 2018 el exterior fue rediseñado para mejorar el volumen arquitectónico general, la entrada y la torre del templo. El pórtico fue encerrado y el campanario de la torre se elevó 10 pies (3 m) de la altura existente para corresponder mejor a la entrada reconstruida. El nuevo diseño del edificio con estructura de madera y acero presenta un exterior revestido con piedra caliza de color beige y nuevos sistemas de ventanas de vidrio artístico.

## Dedicación
El templo SUD de Raleigh fue dedicado para sus actividades eclesiásticas en siete sesiones, el 18 de diciembre de 1999, por Gordon B. Hinckley, el entonces presidente de la iglesia SUD. Antes de ello, la iglesia permitió un recorrido público del interior y las instalaciones del templo que dura unos 45 minutos, del 3 al 11 de diciembre de ese mismo año, al que asistieron unos 31.000 visitantes. Unos 8.000 miembros de la iglesia e invitados asistieron a la ceremonia de dedicación, que incluye una oración dedicatoria.
El templo de Raleigh tiene un total de 990 metros cuadrados de construcción, cuenta con dos salones para las ordenanzas SUD y dos salones de sellamientos matrimoniales. 
El templo de Raleigh es utilizado por unos 30.000 miembros repartidos en estacas afiliadas a la iglesia en el estado de Carolina del Norte.